# 허둥구 (린이시)
허둥구(한국어: 하동구, 중국어: 河东区, 병음: Hédōng Qū)는 중화인민공화국 산둥성 린이시의 현급 행정구역이다. 넓이는 728 km2이고, 인구는 2022년 기준으로 620,000명이다. 하동구는 산둥성 린이시에 속하며, 산둥성 남동부 린이시 동부에 위치한다. 동쪽으로는 쥐난현과 린수현에 접하고, 남쪽으로는 탄청현과 인접하며, 서쪽으로는 이허 강을 사이에 두고 란산구와 마주하며, 북쪽으로는 이난현과 접한다. 총 면적은 613.39 km2이다.
2022년 10월 기준, 하동구는 8개의 가도와 3개의 진을 관할하고 있다.  하동구는 동이문명과 고대 상업문화의 발상지로, 이허 강 동쪽에 위치하여 ‘하동’[1]이라는 이름이 붙었다.수나라 시기, 즉구현에서 분리되어 린이현이 설치되었으며, 1983년에는 현급 린이시에 속했다. [3]1994년 현급 린이시가 폐지되고 란산구, 로좡구, 하동구로 재편되었다.2021년 하동구의 지역총생산(GDP)은 347.9억 위안으로, 전년 대비 10.3% 증가하였다.[3] 이 중 1차 산업은 16.9억 위안, 2차 산업은 106.7억 위안, 3차 산업은 224.3억 위안으로 전년 대비 10.1% 증가하였다.2023년 하동구의 GDP는 323억 위안으로, 고정 가격 기준 전년 대비 7.4% 증가하였다.
교육사업
2023년 기준, 하동구 내에는 총 72개의 공립학교가 있으며, 이 중 초등학교는 57개, 중학교는 9개, 일반 고등학교는 1개, 직업 중등학교는 1개, 9년제 학교는 4개이다.전임 교사는 총 6,560명으로, 일반 중학교 교사는 2,192명, 초등학교 교사는 3,406명, 직업 학교 교사는 318명이다. 전체 학생 수는 103,019명으로, 일반 중학교 학생은 29,681명, 초등학교 학생은 60,952명, 직업 학교 학생은 4,383명이다.

과학기술
2023년 기준, 하동구에는 고급 신기술 기업 99개, 성급 신형 연구개발 기관 1개, 성급 공정기술 연구센터 1개, 산둥성 학자 작업소 1개가 있다.
성급 기술 이전 서비스 기관은 1개, 산둥성 창업 공간은 1개이다. 발명 특허 승인 건수는 81건, 유효 발명 특허 총수는 263건이다. 상표 유효 건수는 43,117건이며, 신규 신청은 6,596건, 신규 등록은 4,144건이다.
의료보건
2023년 기준, 하동구에는 각급 의료보건 기관 389개가 있으며, 이 중 기초 보건소는 7개, 커뮤니티 보건 서비스센터 1개, 서비스소 3개, 진료소 17개, 개인 의원 96개, 보건소 3개, 의료실 1개, 마을 위생실 208개, 개인 마을 위생실 31개, 모자보건원 1개, 질병예방센터 1개, 병원은 17개이다.이 중 성급 병원은 1개(산둥성 제1재활병원), 시급 병원은 2개(린이시 인민병원 하동지점, 린이시 종양병원), 민영 의료기관은 14개이다.현재 보건 기술 인원은 5,335명, 의사(조수 포함)는 1,746명, 전과 간호사는 2,057명이다. 개방 병상 수는 5,258개이다.
주민생활
2023년 하동구 주민 1인당 가처분 소득은 38,362위안으로, 전년 대비 6.6% 증가하였다. 이 중 도시 주민 1인당 가처분 소득은 48,797위안(전년 대비 6.1% 증가), 농촌 주민은 21,722위안(전년 대비 8.3% 증가)이다.1인당 소비 지출은 18,930위안으로, 전년 대비 7.2% 증가하였다. 도시 주민 소비 지출은 22,303위안(6.2% 증가), 농촌 주민은 13,551위안(9.8% 증가)이다.
사회보장
2023년 하동구의 실업보험 가입자는 3.7만 명, 산재보험 가입자는 3.88만 명, 주민 기본 연금 가입자는 25.21만 명이다.전 구역 신규 고용 인원은 5,482명이며, 실업률은 4% 이하로 통제되었다. 사회보험기금 총수입은 12.75억 위안, 총지출은 8.2억 위안이다.기본 의료보험 가입자는 47.98만 명이며, 이 중 직장 의료보험 가입자는 6.65만 명, 도시와 농촌 주민 기본 의료보험 가입자는 41.33만 명이다.
행정 구역
7개 가도, 4개 진, 1개 향을 관할한다.
- 가도: 九曲街道, 芝麻墩街道, 梅埠街道, 相公街道, 太平街道, 汤头街道, 凤凰岭街道.
- 진: 重沟镇, 汤河镇, 八湖镇, 郑旺镇.
- 향: 刘店子乡.